# SHIRBRIG
Multinational Standby High Readiness Brigade for United Nations Operations (forkortet SHIRBRIG) var en hurtig udrykningsstyrke som en række lande stillede til rådighed for den stående del af FN's fredsbevarende styrker. SHIRBRIG havde sit internationale hovedkvarter på Garderkasernen Høvelte i Nordsjælland.
I maj 1994 besluttede FN at sende 5000 soldater af sted for at stoppe folkedrabet i Rwanda. Det viste sig, at ingen lande ville stille soldater til opgaven. Folkedrabet fortsatte derfor. Efterfølgende tog den danske regering initiativ til at oprette en stående FN-styrke. Resultatet var SHIRBRIG, der startede sin virksomhed den 15. december 1996. Deltagerlandene i styrken var de nordiske lande (undtagen Island), Argentina, Østrig, Canada, Irland, Italien, Litauen, Holland, Polen, Rumænien og Spanien. Som observatører deltog Chile, Kroatien, Tjekkiet, Egypten, Ungarn, Jordan, Portugal og Senegal. I den senere tid viste lande som Tyskland, Japan, Argentina, Chile og Australien interesse for en eventuel direkte deltagelse.
Styrken kunne indsættes med 15-30 dages varsel overalt i verden, når der forelå godkendelse i FN's sikkerhedsråd. Styrken blev anvendt i missioner i de afrikanske lande Eritrea/Etiopien, Liberia, Elfenbenskysten, Sudan, Somalia og Tchad. I alt blev det til deltagelse i 7 missioner i perioden fra år 2000 til 2009.
Da Den afrikanske union begyndte at arbejde med udviklingen af 5 brigader til fredsskabende og fredsbevarende arbejde i Afrika blev SHIRBRIG brugt som model, og SHIRBRIG støttede udviklingen direkte med øvelses- og planlægningshjælp i perioden 2005 – 2009. Især den østlige brigade EASBRIG og den vestlige brigade ECOBRIG nød godt af SHIRBRIG's ekspertise.
I løbet af 2007 til 2009 udviklede SHIRBRIG sideløbende et rapporterings- og ledelsessystem til CIMIC-arbejde (CIvilian – MIlitary Cooperation / civilt-militært samarbejde) i en FN-mission. Databasen CIMIS blev evalueret af FN og forventes at blive indført i FN's fremtidige missioner startende med MONUC i Congo.
I 2008 vedtog den danske regering at afvikle SHIRBRIG, hvilket skete i løbet af 2009 med afskedsceremoni den 30. juni. Begrundelsen var manglende opbakning fra medlemslandene samt at brigaden var for dyr i drift. Begge argumenter kan diskuteres. Den danske regering havde dog allerede besluttet at trække sig ud, før man besluttede sagen på et møde med de andre lande den 18. november 2008.
Kritikere, bl.a. FN-forbundet, beklagede beslutningen og mente, at den danske regering på forhånd havde besluttet sig for at satse ensidigt på USA og et EU-forsvar. Søren Søndergaard fra Folkebevægelsen mod EU mente, at når SHIRBRIG var ofret, ville regeringen nemmere kunne få opbakning til at deltage i en EU-battlegroup og afskaffe Danmarks militære EU-undtagelse.